# اونا باراداد
اونا باراداد ریوس (به انگلیسی: Ona Baradad Rius؛ زادهٔ ۱۶ آوریل ۲۰۰۴) بازیکن فوتبال اهل اسپانیا است که در پست مهاجم برای بارسلونا بازی می‌کند.

## دوران باشگاهی
باراداد در سال ۲۰۱۱ درحالی که تنها ۷ سال داشت به میگ سگریا پیوست. او سپس در سن ۱۲ سالگی به ای. ایی. ام ییدا پیوست و ۴ سال را صرف پیشرفت بازی خود در سطوح مختلف باشگاه قبل از پیوستن به بارسلونا در سال ۲۰۲۰ کرد. پس از گذراندن فصل ۲۱–۲۰۲۰ در بازی برای تیم «بی»، سرانجام اولین بازی خود را برای تیم اصلی در ۱۰ نوامبر ۲۰۲۱ در لیگ قهرمانان در برابر هوفنهایم انجام داد و در دقیقه ۸۶ به عنوان بازیکن تعویضی جایگزین مارتا تورخون شد. او اولین گل خود را برای بارسا در ۶ مارس ۲۰۲۲ در برابر آلاوز در لیگ برتر به ثمر رساند.

## دوران ملی
در ۱۰ ژانویهٔ ۲۰۱۹، باراداد برای شرکت در مسابقات جهانی زیر ۱۷ سال آتلانتیک به تیم ملی زیر ۱۷ سال اسپانیا دعوت شد. در آن تورنمنت او ۳۳ دقیقه مقابل اسلواکی بازی کرد.
باراداد برای دور دوم مقدماتی قهرمانی اروپا زیر ۱۹ سال ۲۰۲۲ همراه با ۷ هم تیمی دیگر از بارسلونا در ۳۱ مارس ۲۰۲۲ به تیم ملی فراخوانده شد. او در سه بازی ۲ گل به ثمر رساند. گل او به هلند شش دقیقه قبل از سوت پایان، بازی را به تساوی کشاند و اسپانیا را از خطر راه‌نیافتن به مرحله بعدی نجات داد.